# Marian Pelczar

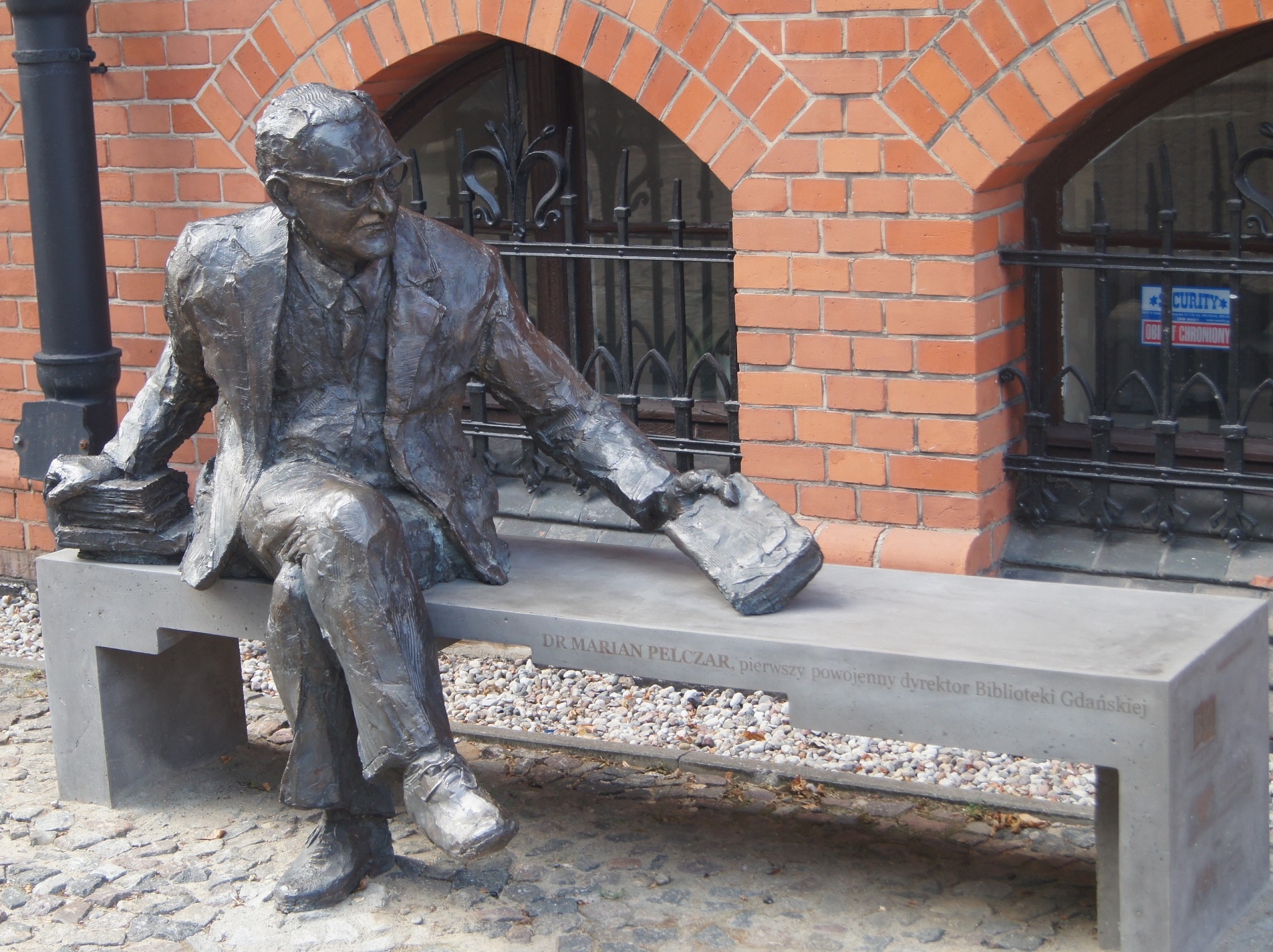
Denkmal in Danzig

Marian Wiktor Pelczar (* 22. März 1905 in Nowy Sącz, Österreich-Ungarn; † 9. März 1983 in Danzig, Polen) war ein polnischer Bibliothekar und Historiker. Er war Leiter der Stadtbibliothek Danzig und der „Danziger Bibliothek der Polnischen Akademie der Wissenschaften“ (PAN).

## Familie
Marian Pelczars Vater Michał Pelczar war Latein- und Griechischlehrer und Direktor der Mittelschule in Nowy Sącz. Er war mit der Bibliothekarin und Kuratorin Maria, geborene Trnka (1903–1984), verheiratet. Ihre Kinder waren der Mathematiker Andrzej Pelczar und Maria Pelczar (* 1940), die von 1998 bis 2009 die Danziger Bibliothek der Polnischen Akademie der Wissenschaften leitete.

## Leben
Pelczar wurde 1929 in Geschichte an der Jagiellonen-Universität in Krakau promoviert. Im Jahr 1931 erlangte er die Lehrerlizenz für höhere Schulen und arbeitete als Lehrer in Krakau. Im Jahr 1934 wurde er nach Danzig entsandt und unterrichtete Geschichte an polnischen Handelsschulen. Daneben engagierte er sich als Pfadfinder, war Mitglied des Redaktionsausschusses des „Rocznik Gdański“ und von 1937 bis 1939 Generalsekretär der „Gesellschaft der Freunde der Wissenschaft und Kunst“ (Towarzystwa Przyjaciół Nauki i Sztuki., TPNiS). Kurz vor dem Beginn des Zweiten Weltkriegs schickte Pelczar die wertvollsten Materialien und offiziellen Akten der TPNiS nach Krakau, wodurch viele aktive Mitglieder der Verfolgung durch die deutschen Besatzer entgingen. Während des Krieges arbeitete er als Hausmeister, Telefonist und Buchhalter in einer privaten Baufirma in Zabierzów und nahm am Geheimunterricht der Krakauer Schulbezirksbehörde teil.
Als Mitglied einer „operativen Gruppe“ des Bildungsministeriums kehrte Pelczar im April 1945 nach Danzig zurück. Vom 9. April 1945 bis 31. Mai 1973 war er Direktor der wissenschaftlichen Stadtbibliothek, seit 1955 „Danziger Bibliothek der Polnischen Akademie der Wissenschaften“ und von 1945 bis 1956 erneut Generalsekretär der TPNiS. Er sicherte die Bestände der Stadtbibliothek, des Staatsarchivs und kleinerer Bibliotheken. Pelczar sammelte die am Ende des Zweiten Weltkriegs verstreuten Sammlungen und verlieh der Bibliothek einen hohen wissenschaftlichen Rang. In den Jahren von 1946 bis 1968 hielt er Vorlesungen bei zahlreichen Institutionen, 1955 erhielt er den Titel eines Assistenzprofessors. Er war Mitherausgeber der ersten Neuauflagen von „Rocznik Gdański“ nach dem Zweiten Weltkrieg und ab 1968 Mitherausgeber von „Libri Gedanenses“. Daneben hatte er Ehrenämter inne.

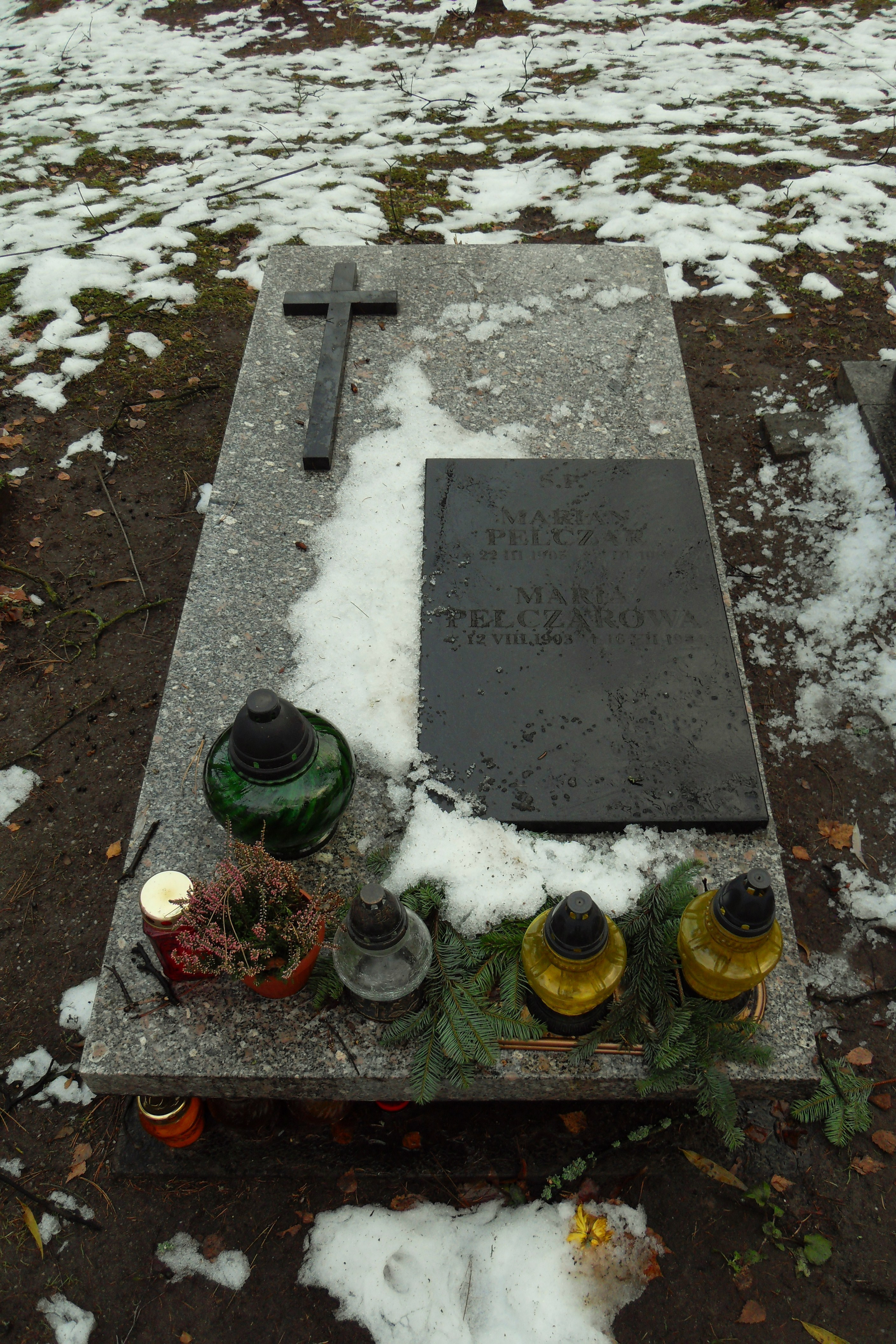
Grabstein des Ehepaars

Neben zahlreichen Auszeichnungen erhielt er das Ritter-, Offiziers- (1958) und Komturkreuz des Ordens Polonia Restituta.
Das Ehepaar ist auf dem Srebrzysko-Friedhof in der Reihe der Ehrengräber begraben. Im Danziger Stadtbezirk Jasień wurde im Oktober 2010 eine Straße nach ihm benannt und im April 2018 wurde ein Denkmal in Form einer Bank vor der Danziger Bibliothek (PAN BG) enthüllt. Im April 2023 wurde an seinem Wohnhaus eine Gedenktafel angebracht.

## Schriften (Auswahl)
- mit Marian Gumowski: Pienia̜dz Gdański, 1814–1939. GTN, Gdańsk 1960.
- Relacja niemieckiego oficera o walce na Westerplatte we wrześniu 1939 roku. Wydał przetłumaczył wste̜pem i objaśnieniami opatrzył. PWN, Warszawa und Poznań 1974.